# Laurent Monsengwo Pasinya
Laurent Monsengwo Pasinya (Mongobele, 7 ottobre 1939 – Le Port-Marly, 11 luglio 2021) è stato un cardinale e arcivescovo cattolico della Repubblica Democratica del Congo.

## Biografia
Ha ricevuto l'ordinazione sacerdotale il 21 dicembre 1963.
Dopo gli studi e dopo aver prestato servizio come sacerdote nel suo Paese, ha ricevuto la nomina vescovile da parte di papa Giovanni Paolo II, che lo nominò il 13 febbraio 1980 vescovo ausiliare di Inongo e vescovo titolare di Acque Nuove di Proconsolare.
Ha poi ricevuto la consacrazione episcopale il 4 maggio dello stesso anno dal Pontefice.
Dopo poco più di un anno, il 7 aprile 1981, papa Wojtyła lo ha nominato vescovo ausiliare dell'arcidiocesi di Kisangani.
Nel 1984 è stato eletto dai vescovi della sua Nazione presidente della Conferenza Episcopale Congolese, ruolo insolito per un ausiliare, e lo è rimasto fino al 1992.
Dal 1º settembre 1988 è stato arcivescovo di Kisangani. Durante il periodo in cui ha retto tale arcidiocesi ha ricoperto l'importante e prestigioso ruolo di presidente del Simposio delle Conferenze Episcopali dell'Africa e del Madagascar: ha rappresentato tutti i vescovi del Continente dal 1997 al 2003.
Figura di riferimento per la vita politica della sua Nazione, tra il 1991 e il 1992 ha presieduto la Conferenza nazionale dello Zaire e poi, fino al 1996, anche il Parlamento di transizione, per guidare il suo Paese nel delicato passaggio politico che ha portato alla caduta della dittatura di Mobutu. 
Dal 2004 e fino al 2008 è stato presidente della Conferenza Episcopale Congolese.
Il 6 dicembre 2007 papa Benedetto XVI lo ha nominato arcivescovo di Kinshasa dopo il decesso del precedente arcivescovo, cardinale Frédéric Etsou-Nzabi-Bamungwabi.
Benedetto XVI lo ha elevato al rango di cardinale con il titolo presbiterale di Santa Maria "Regina Pacis" in Ostia mare nel concistoro del 20 novembre 2010.
Nel febbraio 2012 viene chiamato da Benedetto XVI a predicare gli Esercizi spirituali alla sua presenza e a quella della Curia romana in occasione della Quaresima.
Il 13 aprile 2013 papa Francesco lo ha nominato membro del Consiglio dei cardinali, chiamati a consigliarlo nel governo della Chiesa universale e a studiare un progetto di revisione della Curia romana; mantiene l'incarico fino al 12 dicembre 2018.
Il 1º novembre 2018 papa Francesco ha accettato la sua rinuncia al governo pastorale dell'arcidiocesi di Kinshasa per raggiunti limiti d'età; gli è succeduto per coadiutoria Fridolin Ambongo Besungu, O.F.M.Cap.
Il 7 ottobre 2019, al compimento del suo ottantesimo compleanno, è uscito dal novero dei cardinali elettori. 
È deceduto nel pomeriggio dell'11 luglio 2021 in una clinica di Le Port-Marly; aveva lasciato la Repubblica Democratica del Congo, 6 giorni prima, su un aereo medicalizzato. Le sue spoglie sono arrivate a Kinshasa il 17 luglio per i solenni funerali celebrati il 20 luglio dal cardinale Fridolin Ambongo Besungu e la successiva sepoltura nella cattedrale di Nostra Signora del Congo.

## Genealogia episcopale e successione apostolica
La genealogia episcopale è:
- Cardinale Scipione Rebiba
- Cardinale Giulio Antonio Santori
- Cardinale Girolamo Bernerio, O.P.
- Arcivescovo Galeazzo Sanvitale
- Cardinale Ludovico Ludovisi
- Cardinale Luigi Caetani
- Cardinale Ulderico Carpegna
- Cardinale Paluzzo Paluzzi Altieri degli Albertoni
- Papa Benedetto XIII
- Papa Benedetto XIV
- Papa Clemente XIII
- Cardinale Enrico Benedetto Stuart
- Papa Leone XII
- Cardinale Chiarissimo Falconieri Mellini
- Cardinale Camillo Di Pietro
- Cardinale Mieczysław Halka Ledóchowski
- Cardinale Jan Maurycy Paweł Puzyna de Kosielsko
- Arcivescovo Józef Bilczewski
- Arcivescovo Bolesław Twardowski
- Arcivescovo Eugeniusz Baziak
- Papa Giovanni Paolo II
- Cardinale Laurent Monsengwo Pasinya

La successione apostolica è:
- Arcivescovo Charles Kambale Mbogha, A.A. (1990)
- Vescovo Richard Domba Mady (1994)
- Vescovo Camille Lembi Zaneli (2000)
- Vescovo Dieudonné Uringi Uuci (2005)
- Vescovo Etienne Ung'eyowun Bediwegi (2008)
- Vescovo José Moko Ekanga, P.S.S. (2009)
- Arcivescovo Victor Abagna Mossa (2011)
- Vescovo Jean Charles Émile Gardin, .C.S.Sp. (2011)
- Vescovo Timothée Bodika Mansiyai, P.S.S. (2012)
- Vescovo Sébastien-Joseph Muyengo Mulombe (2012)
- Vescovo Donatien Bafuidinsoni Maloko-Mana, S.I. (2015)
- Vescovo Jean-Pierre Kwambamba Masi (2015)
- Vescovo Emery Kibal Mansong'loo, C.P. (2015)
- Vescovo Oscar Nkolo Kanowa, C.I.C.M. (2017)